# Världsmästerskapen i rodel 2017
Världsmästerskapen i rodel 2017 arrangerades i Innsbruck i Österrike mellan den 26 och 29 januari 2017. Det var femte gången Innsbruck stod värd för tävlingarna efter att tidigare ha arrangerat mästerskapen 1977, 1987, 1997 och 2007.

## Schema
Alla tider i (UTC+1).
| Datum      | Tid   | Händelse         |
| ---------- | ----- | ---------------- |
| 26 januari | 18:30 | Öppningsceremoni |
| 27 januari | 13:30 | Sprinttävlingar  |
| 28 januari | 10:00 | Damtävlingar     |
| 28 januari | 13:30 | Dubbeltävlingar  |
| 29 januari | 10:25 | Herrtävlingar    |
| 29 januari | 15:00 | Lagstafett       |

## Medaljörer
| Gren         | Guld                                                                | Silver                                                     | Brons                                                                       |
| Damsingel    | Tatjana Hüfner (GER)                                                | Erin Hamlin (USA)                                          | Kimberley McRae (CAN)                                                       |
| Damsprint    | Erin Hamlin (USA)                                                   | Martina Kocher (SUI)                                       | Tatjana Hüfner (GER)                                                        |
| Herrsingel   | Wolfgang Kindl (AUT)                                                | Roman Repilov (RUS)                                        | Dominik Fischnaller (ITA)                                                   |
| Herrsprint   | Wolfgang Kindl (AUT)                                                | Roman Repilov (RUS)                                        | Dominik Fischnaller (ITA)                                                   |
| Dubbel       | Toni Eggert/Sascha Benecken (GER)                                   | Tobias Wendl/Tobias Arlt (GER)                             | Robin Geueke/David Gamm (GER)                                               |
| Dubbelsprint | Tobias Wendl/Tobias Arlt (GER)                                      | Peter Penz/Georg Fischler (AUT)                            | Toni Eggert/Sascha Benecken (GER)                                           |
| Lagstafett   | Tyskland Tatjana Hüfner Johannes Ludwig Toni Eggert/Sascha Benecken | USA Erin Hamlin Tucker West Matt Mortensen/Jayson Terdiman | Ryssland Tatjana Ivanova Roman Repilov Aleksandr Denisjev/Vladislav Antonov |

## Medaljtabell
| Pl.    | Nation    | Guld | Silver | Brons | Totalt |
| ------ | --------- | ---- | ------ | ----- | ------ |
| 1      | Tyskland  | 4    | 1      | 3     | 8      |
| 2      | Österrike | 2    | 1      | 0     | 3      |
| 3      | USA       | 1    | 2      | 0     | 3      |
| 5      | Ryssland  | 0    | 2      | 1     | 3      |
| 6      | Schweiz   | 0    | 1      | 0     | 1      |
| 7      | Italien   | 0    | 0      | 2     | 2      |
| 8      | Kanada    | 0    | 0      | 1     | 1      |
| Totalt | Totalt    | 7    | 7      | 7     | 21     |